# Вулкан Кропоткина
Вулка́н Кропо́ткина — самый крупный молодой потухший вулкан в долине реки Хи-Гол (Долина вулканов) в Восточном Саяне, на территории Окинского района Бурятии.
Расположен в верхнем юго-западном конце долины в 3 км к юго-западу от вулкана Перетолчина. Состоит из осыпей базальтового шлака. Диаметр кратера — 200 м, высота над лавовым полем — около 120 м.
Назван в честь известного географа и революционера П. А. Кропоткина.
Этот вулкан находится недалеко от города Слюдянка. 